# Spiegelmans Monster

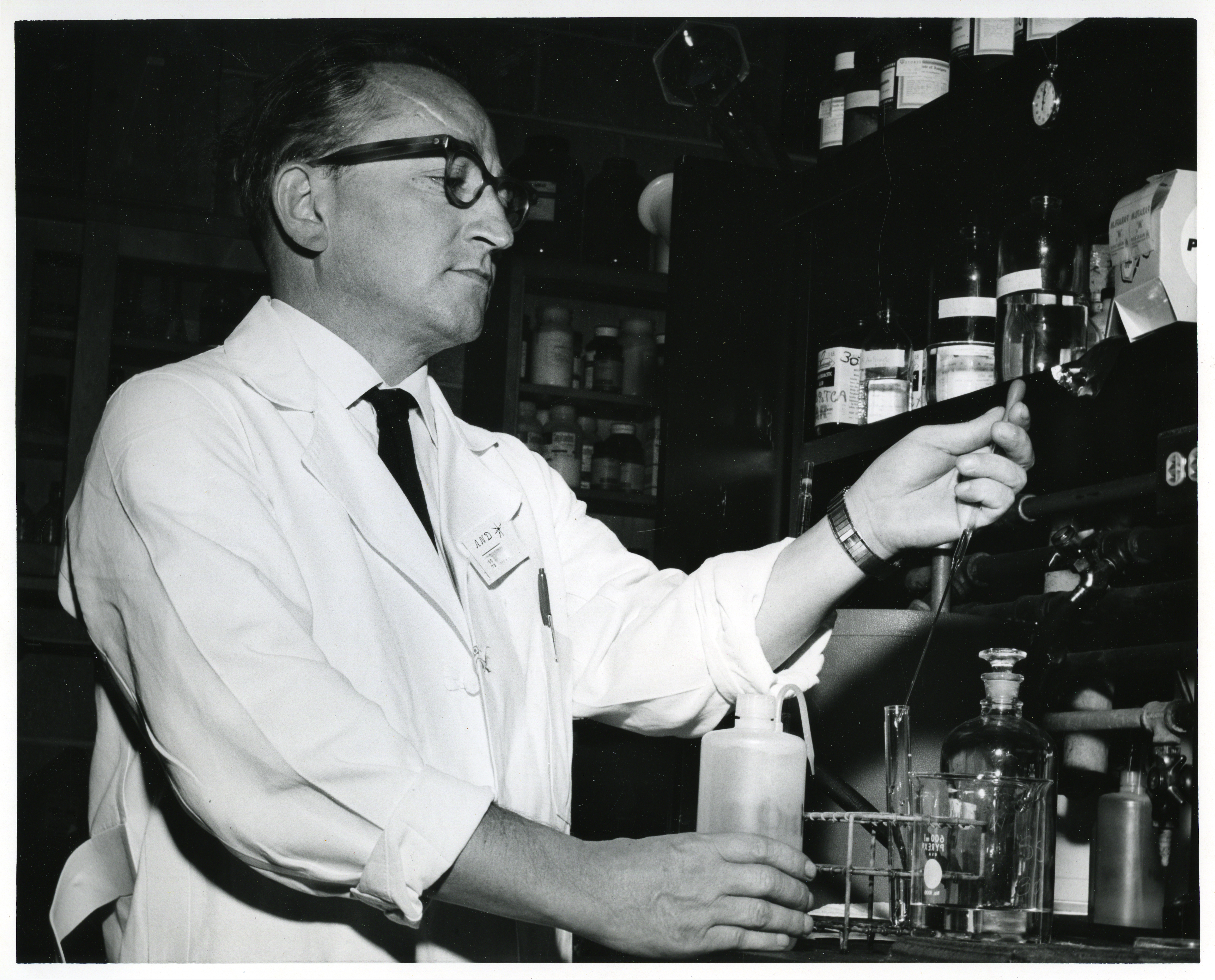
Sol Spiegelman in seinem Labor an der University of Illinois (ca. 1965)

Spiegelmans Monster sind kurze RNA-Polymere, die 1965 im Labor des Molekularbiologen Sol Spiegelman durch Evolution in künstlicher Umgebung aus längeren natürlichen Vorgängern (Qβ-RNA) entstanden sind. Vom Bakteriophagen Qβ geerbt und perfektioniert hatten sie die „Fähigkeit“, sich durch das zugehörige Replikase-Enzym vervielfältigen zu lassen. Verloren gingen die Gene für die Bildung von Proteinen, unter anderem für das Kapsid und für ebendiese Replikase.

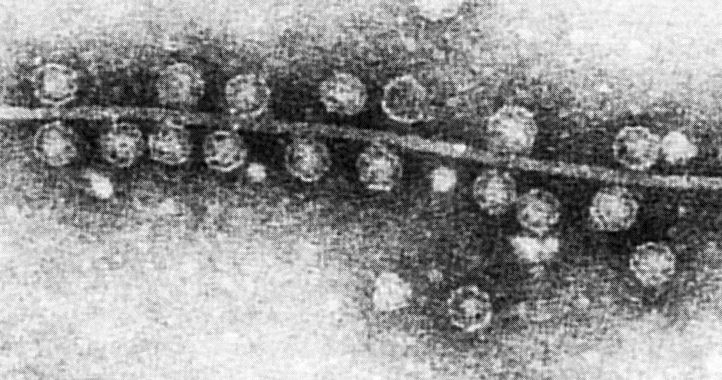
Der Qβ-Bakteriophage, Stammvater von Spiegelmans Monstern

Vor dem Verlust der Phagen-Gene konnte die im Reagenzglas vervielfältigte Phagen-RNA verwendet werden, um Bakterien wieder ganze Phagen produzieren zu lassen. Die Presse verglich diesen „Schöpfungsakt“ mit dem Werk von Frankenstein. Gegen die Zuschreibung, Leben aus der Retorte geschaffen zu haben, verwahrte sich Spiegelman – das natürliche Molekül habe als Vorlage gedient. Er betonte aber die Bedeutung der von ihm gefundenen Substratspezifität der Phagen-Replikase für die chemische Evolution – eine Ausgrenzung konkurrierender Substrate durch Bildung von Zellen sei nicht unbedingt nötig.
Die Bezeichnung „Monster“ für die entartete, schnell replizierende RNA verwendeten Spiegelman und andere auch in wissenschaftlichen Veröffentlichungen.

## Entdeckung und Beschreibung
Spiegelman hatte das Problem untersucht, wie es dem ssRNA-Phagen MS2 gelingt, sich von seiner Wirtszelle vervielfältigen zu lassen, die zigtausendfach mehr RNA enthält, aber RNA nicht repliziert. Nachdem sich seine erste Annahme, dass Phagen wie Retroviren ihr Erbgut als DNA in das des Wirts einfügen, nicht halten ließ, konnte er per Bindungsstudie eine spezifische Replikase identifizieren, die sich als Genprodukt von MS2 herausstellte. Deren bevorzugte Bindung an dessen Erbgut beantwortete die Eingangsfrage. Bald darauf fand er auch für den Phagen Qβ die spezifische Replikase. Beide Phagen gehören zur Familie der Fiersviridae (ehemals Leviviridae), die positiv-einzelsträngige RNA als Erbgut enthalten, und befallen Colibakterien (Escherichia coli).
Um zu zeigen, dass die replizierte RNA infektiös ist, gab er in eine Lösung mit RNA-Monomeren und Qβ-Replikase erst Qβ-RNA, einen Teil des Produkts in frische Lösung usw. Nach 15 Schritten konnte er sicher sein, dass vom Original nichts mehr übrig war, das Produkt erwies sich trotzdem als infektiös (für Protoplasten).
Als er den Prozess fortsetzte, traten immer wieder Kopierfehler auf. Da es aber in der künstlichen Umgebung keinen evolutionären Druck für Pathogenität gab, überlebten die Mutanten. Grob unvollständige RNA-Ketten, die von der Replikase noch erkannt und kopiert werden konnten, hatten sogar den Vorteil, schneller kopiert zu werden. Spiegelman verringerte schrittweise die Dauer der Reaktion und erhöhte so den Druck in Richtung kürzerer Ketten. Nach 74 Generationen war aus dem 4217 Nukleotide langen Original ein 218 Nukleotide kurzes Monster entstanden, das alle Gene verloren hatte, aber sehr schnell repliziert wurde. Spiegelman hatte damit eine Form Darwinscher Evolution gefunden, die direkt auf das Genom wirkte, statt auf den Phänotyp.

## Spontane Entstehung

Acridinorange macht Spiegelmans Monster chemisch abhängig.

Im Labor von Manfred Eigen wurde zehn Jahre nach Spiegelmans ursprünglicher Entdeckung gezeigt, dass Spiegelmans Monster sogar spontan aus einer Mischung aus RNA-Monomeren und Qβ-Replikase entstehen können.
Eine Veränderung der chemischen Umgebung, wie verschiedene Replikasekonzentrationen, die Zugabe kurzer RNA-Oligonukleotide, oder die Gegenwart eines organisch-chemischen Moleküls, das mit der RNA wechselwirken kann, bewirkt eine Veränderung der entstehenden RNA-Moleküle. So ist es möglich, Spiegelman'sche Monster zu erzeugen, die von einem einfachen Molekül chemisch abhängig sind, beispielsweise dem RNA-Interkalator Acridinorange, ohne dessen Gegenwart sie sich nicht vermehren können.

## Weiterentwicklung zu einem komplexen Netzwerk
Im März 2022 veröffentlichten Ryo Mizuuchi et al. eine weiterführend Studie zu diesem Thema. Sie hatten herausgefunden, dass sich eine einzelne RNA-Spezies zu einem komplexen Replikationssystem entwickelt kann. In ihrem Fall entstand ein Netzwerk, das fünf RNA-Typen mit verschiedenen Interaktionen umfasste, was die Plausibilität eines evolutionären Übergangsszenarios, wie es von der RNA-Welt-Hypothese behauptet wird, unterstützt.